# Cydia
Cydia ([sɪˈdi.ə])とは脱獄(Jailbreak)したiPhone、iPod touch、iPadで動作するサードパーティー製のiOS対応ダウンロード販売プラットフォーを提供するアプリケーションソフトウェアで、ユーザーはパッケージソフトウェア（アプリケーションやインターフェイスカスタマイズソフト、システムエクステンション含む）を検索しインストールできる。Cydiaで配信されるソフトウェアの大多数は無料だが、App Storeと同様Cydia Storeにて購入できる有料のソフトウェアも多数あったものの、Cydiaのサービス利用の低下に伴い、2018年12月末、有料で購入できるCydia Storeのサービスを完全に終了した。なお、これからも無料コンテンツの導入は可能となる。。また、脱獄したデバイスをカスタマイズ（通常「tweaks」と称される）することを目的とするソフトウェアが多数を占めている（App Storeでは自己完結型アプリケーションの配信は制限されている）。
CydiaはAPTのグラフィカルフロントエンドとdpkgパッケージ管理システムで運用されており、ソフトウェアはソフトウェアリポジトリの分散システム（ソースと称する）で配信されている。
またCydiaはJay Freeman（別名「saurik」）と経営するSaurikITによって開発されている。Cydiaという名の由来はコドリンガの学名である「Cydia pomonella」から取られており、ことわざである「worm in the apple」を意味するとしている。

## 目的・機能
Cydiaは脱獄したiOSのグラフィカルユーザインタフェース (GUI) にてApp Storeで入手できないソフトウェアをAPTリポジトリを使ってインストールする。並びにAPT（iOSやフリーマンのTelesphoreoプロジェクトに移植）がベースになっており、1つのホストへの依存を回避し、幾つかの信頼出来るデフォルトソースが付属するリポジトリアグリゲーターとなっている。多くのソフトウェアがそれらのリポジトリで配信されており、リポジトリの追加も容易である。iOSでの開発をオープンソースで行うことが可能で、開発したソフトウェアをサーバーでセットアップ、ホスティング、管理、自身のリポジトリのアップデート、コミュニティでの共有ができる。デフォルトソースはパッケージサブミッションを受け入れており、もし別々のリポジトリにホストされた場合にパッケージが多く露出することを助ける。
ソフトウェアパッケージはiOSデバイスにおけるAppleのプレインストールアプリケーションと同じ/Applicationsというディレクトリに直接ダウンロードされる。デバイスは脱獄しても引き続き公式のApp Storeで購入・ダウンロードすることが可能である。
CydiaはiOSデバイスを脱獄させる過程でインストールされる。脱獄のためのツール（デバイスやiOSのバージョンによって脱獄可能なツールが異なる）であるZiPhone、JailbreakMe、QuickPwn、redsn0w、purplera1n、blackra1n、limera1n、Greenpois0n、Absinthe、Evasi0n、PanGu (盤古)、TaiG で脱獄時にCydiaを任意か自動でインストールさせたり、同じく脱獄ツールであるPwnageTool、sn0wbreeze、redsn0wによって作成されたカスタム脱獄ファームウェアを復元させる時にもCydiaがインストールされる。

## Cydiaで入手できるソフトウェア

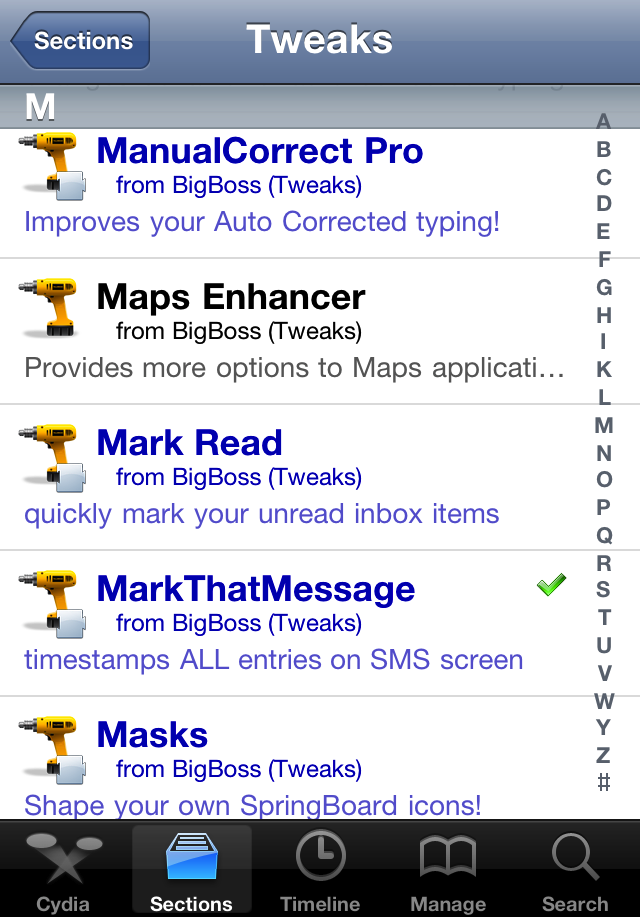
Cydiaで配信されるソフトウェアリストのスクリーンショット。青文字は有料のソフトウェア。

Cydiaで入手できるソフトウェアの大多数はエクステンションやiOSのインターフェイスやiOSエコシステムにおけるアプリケーションのカスタマイズが占めている。これらのソフトウェアは脱獄したデバイスで動作し、ユーザーインターフェイスを変えたり、既存のアプリケーションに新たな機能を加えたり、ボタン動作をカスタマイズしたり、ネットワーク機能を拡張したり、その他システムをカスタマイズするといった通常のアプリケーションでは不可能な機能を提供する。ユーザーはインターフェイスのカスタマイズやパーソナライゼーションや、希望の機能を追加、デバイスの不満点を修正といった目的でインストール、並びにファイルシステムやコマンドラインツールへのアクセスを提供することでデバイスでの開発作業を容易におこなっている。Cydiaで提供されるソフトウェアの大部分は独立した開発者が手がけている。
Cydiaで人気のあるソフトウェアにはWinterboard（iOSインターフェイスやアプリケーションアイコンとテーマを設定できる）、MyWi（Wi-Fiテザリングを可能にする）、SBSettings（ジェスチャーで設定やコントロールにアクセスする）、Barrel（SpringBoard間のページ移動アニメーションを設定）、DisplayOut（デバイスのスクリーンをテレビなどのモニタに映す）などがある。Cydiaで配信されている多くのエクステンションはフリーマンが開発したMobileSubstrateというフレームワークをベースにしており、書き込みプロセスを生成したり、システムのメンテナンスを容易にする。
CydiaにあるパッケージソフトウェアはiOSアプリケーションのセキュリティサンドボックスに制限されないため、ソフトウェアをインストールする前に開発者について調べるなどして「自身のコンピュータにインストールすべきかどうか検討するのと同じ警戒」をすることを推薦するジャーナリストもいる。

## Cydia Store
2009年3月、フリーマンはApp Storeのような、Cydia（ユーザーは自身のアカウントを使って購入）内でソフトウェア開発者がソフトウェアを販売するためのシンプルで統一された支払いシステムを発表した。ユーザーはAmazon PaymentsやPayPalを使ってCydiaで購入することができる。ユーザーが新たなiOSデバイスに機種交換したり、デバイスをもとに戻す場合もあるため支払証明にはGoogleやFacebookアカウントが使用され、再購入せずとも過去に買ったソフトウェアを記録してインストールすることができる。また、短期間でのアカウントのリンクは、不正行為とみなされる。
販売される有料ソフトウェアの多くはCydia Storeの支払いシステムを使用しており、売り上げの30%をPayPalへの手数料やサーバー費用に充てている。開発者は必ずしも課金にCydia Storeを使う必要はなく、LockInfoやbiteSMSのような別の課金システムもあるが、Cydia Storeとは別に開発者の提唱するやり方で登録しなければならない。
2018年12月、約9年間運営され続けてきたCydia Storeが同月末に完全に終了する事が発表された。

## iOSの「署名」機能
2009年9月、インストールするソフトウェアを提供するだけでなくCydiaはユーザーが所持デバイス(プロセッサがA4以前のものに限る)に入っているアップルが現在提供していないiOSのバージョンを任意で下げ（もしくは上げる）られるように改良された。CydiaはAppleがiOS（AppleはiOSの最新バージョンしかインストールさせないように制限している）の復元をチェックするために使用するSHSH blobと呼ばれるデジタル署名をキャッシュしている。Cydiaのストレージメカニズムは反射攻撃の手段を用いることでユーザーがデバイスにiOSの過去バージョンにダウングレードできるようにしている。例として脱獄したデバイスを非脱獄のiOSバージョンにアップグレードした場合でもこの手段で脱獄可能なバージョンにダウングレードできる。
iOS 5.0以降ではSHSHシステムに「APTicket」のランダム数字（ノンス）を加える方法で反射攻撃がより困難になっている。redsn0wのバージョン0.9.9b9以降ではAPTicketを保存し、SHSHとAPTicketをあとで再現することが可能になっている。

## Jailbreakプラットフォーム
Cydiaの使用は脱獄したデバイスに依存しており、アメリカ合衆国ではiPhoneを脱獄させることは法的にグレーゾーンとされていたが、2010年7月米国著作権局がiPhoneの脱獄はデジタルミレニアム著作権法に抵触せず合法という判断を下した。しかし、アップルの規約では脱獄はデバイスの保証対象外（とはいえ、脱獄前の状態に戻したデバイスから過去に脱獄したかを検出することは困難か不可能とされている）になり、認証していないソフトウェアを使用するとデバイスの動作が不安定になる可能性があるとしている。
脱獄には通常、unc0verなどのソフトウェアをコンピュータ上で使用するか、JailbreakMeというウェブサイトのようにiOS 4.3.3でデバイスに搭載されているSafariのようなウェブブラウザで脱獄する方法がある。

## 歴史
フリーマンがCydiaを最初にリリースしたのは2008年2月でIPhone OS 1.1で動作するInstaller.appの代替でオープンソースとしてだった。しかしIPhone OS 2.1がリリースされた同年7月以降、Cydiaは最も人気のあるパッケージマネージャとなっていった。
2009年8月、フリーマンは「約400万人、4000万人のiPhoneやiPod touchユーザーの10%がCydiaをインストールした。」と発表した。
2010年9月、フリーマンの会社であるSaurikIT, LLCはRock.appのメーカーであるRock Your Phone, Incを買収、Cydia Storeは脱獄したiOSデバイスに対応する最大のサードパーティ製アプリケーションストアになった。
同年12月、フリーマンはMac OS X対応のCydia StoreをアップルのMac App Storeの代替ではなくあくまでも補完目的として計画していることを発表したが、2012年8月2日にフリーマンは近い将来にMac対応のCydiaがリリースされることは無いと発表した。フリーマンが開発したiOS対応の「MobileSubstrate」(現在は「Cydia Substrate」に名前が変更されている。) と同等の機能を実現させるMac対応のサブストレートを作成するのが困難であるためとしている。
2011年4月、Cydiaは年間1000万ドルの売上高と週間450万人のユーザー、年間25万ドルの税引後利益を上げている。
2016年、Luca氏によるiOS 10.2の脱獄が確認されている。また、iOS 11の発表もWWDC2017にありPanguチームなどもiOS 11の脱獄への取り組みをするとしておりその後、iOS 10.3.4やiOS 11においての脱獄ができるようになった。
2017年、64bitプロセッサ搭載デバイスへの最適化が完了しており、これに伴ってパフォーマンスの向上やバグの修正が行われている。また、yaluによるiOS 10へのCydia導入が可能となり、iOS 10に完全対応した。同時に、リポジトリの編集によるバグが修正された。同年11月頃からiOS 11でも脱獄できるようになり、12月頃にIOS 10.3.3に利用可能な脆弱性をSiguza氏が発見し、IOS 11.1.2以下で使える脆弱性をPanguチームやIan氏が報告した。そしてクリスマス前後にiOS 11.1.2の開発者向け脱獄ツールがリリースされた。その後、32bitデバイス(iPhone 5やiPhone 5c、iPad (第4世代)など)向けのiOS 10.3.3用脱獄ツールもリリースされ、64bitデバイス(iPhone 5sなど)向けのiOS 10.3.3用脱獄ツール(開発用)もリリースされた。
2018年7月頃にiOS 11.2〜11.3.1及びiOS 11.4 beta3向けの脱獄ツール「Electra」がリリースされた。
なお、2017年のVer 1.1.30公開後、Cydia開発者であるフリーマンによるCydia本体のアップデートが停滞しており、iOS 11には正式対応していない。そのため、iOS 11におけるCydiaはElectraの開発チームによるパッチの適用によって動作する場当たり的な環境にある。また、最新の脱獄ツールやAPIとの互換性を保つことが困難なため、iOS 11の脱獄ツールElectraを開発したElectraチームによりCydiaに変わるインストーラ、Sileoの開発が行われている。 SileoはCydiaとUIが大きく変更されるが使い勝手は問題なさそうだ。開発者側の更新がより簡単になる。 また、Sileoでは2015年4月2日以前の脱獄アプリは非表示になる。 しかし、2015年4月2日以前のもので使えるものがあれば手動で追加される。 Sileoはマルチコアに対応し、iPhone 8、 iPhone 8 Plus、iPhone X等コア数が多いデバイスは他のデバイスに比べ大幅に高速で動作するという。 また、上記以外のデバイスでもCydiaに比べ高速で動作が期待される。Sileoはラテン語で再起動を意味する。